# Stock Exchange of Mauritius
Der Stock Exchange of Mauritius (SEM) (Französisch: Bourse de Maurice) ist Wertpapierbörse mit Sitz in Port Louis, der Hauptstadt von Mauritius. Das SEM betreibt zwei Märkte: den Official Market und den Development & Enterprise Market (DEM). Seit der erfolgreichen Internationalisierung des Marktes ab den 2010er Jahren gehört die Marktkapitalisierung im Verhältnis zum Bruttoinlandsprodukt in Mauritius zu den höchsten im afrikanischen Vergleich. 

## Mitgliedschaften
- Sie ist Mitglied in der World Federation of Exchanges.[1]
- African Securities Exchanges Association
- South Asian Federation of Exchanges
- Sustainable Stock Exchanges Initiative

## Geschichte
Das Börsengesetz von 1988 begründete eine kleine, aber florierende Börse, die von dem Stock Exchange of Mauritius betrieben wird. Das Gesetz richtete auch die Börsenkommission (SEC) ein, die die Börsengeschäfte kontrolliert und überwacht. Die regulatorische Infrastruktur wurde mit Hilfe der Bourse de Paris entworfen. Der Aktienhandel begann im Jahr 1989.
Der SEM wurde 1994 nach Abschaffung der Devisenkontrollen für ausländische Investoren geöffnet. Ausländische Investoren benötigen keine Genehmigung für den Handel mit Aktien, es sei denn, die Investition dient dem Zweck der rechtlichen oder verwaltungstechnischen Kontrolle eines mauritischen Unternehmens.
Seit 2008 ist der Stock Exchange of Mauritius ein öffentliches Unternehmen.